# 중베이 대학
중베이 대학(중국어 간체자: 中北大学, 정체자: 中北大學, 중북대학)은 중국 타이위안시에 위치한 대학이다.